# Finlandisering
Finlandisering (finska: suomettuminen), från tyskans Finnlandisierung, är en i viss mån nedsättande benämning på det inflytande ett starkt land kan ha på ett närbeläget, mindre lands politik.
Begreppet Finnlandisierung myntades i den västtyska debatten omkring år 1970, då CDU- och CSU-politiker använde begreppet om SPD:s Ostpolitik under Willy Brandt. Benämningen har kommit att användas även om andra stater, som i sin politik tar stor hänsyn till en stark granne.
Termen kommer sig av Finlands politik under efterkrigstiden. Juho Kusti Paasikivi som blev statsminister 1944 och president 1946 insåg vikten av goda relationer till Sovjetunionen, vilket befästes i vänskaps-, samarbets- och biståndsavtalet 1948. Politiken fördes vidare under Urho Kekkonen och i viss mån under Mauno Koivisto fram till Sovjetunionens upplösning 1991. Under denna tid avhöll sig Finland från större utrikespolitiska åtgärder som hade skadat relationerna mellan länderna. Också inom landet märktes ”finlandiseringen” till exempel som viss självcensur i massmedierna och i den politiska debatten.
Politiken förde bland annat med sig att Finland var neutralt och inte gick med i vare sig Nato eller Warszawapakten. Även om termen användes nedsättande och som ett varnande exempel upplever många att Finlands politik var mycket framgångsrik, med tanke på omständigheterna. De i kriget erövrade staterna i Öst- och Centraleuropa kom istället under direkt sovjetiskt inflytande inom Warszawapakten och Comecon. Finland kunde trots allt föra en relativt självständig politik och undvek direkt inblandning från Sovjetunionens sida.